# أدولف برون (رسام)
أدولف برون (بالفرنسية: Adolphe Brune)‏ هو رسام فرنسي، ولد في 1802، وتوفي في 1880.